# Asiopisinus pseudonubilus
Espèce
Synonymes
- Episinus pseudonubilus Liang, Liu, Yin & Yu, 2025

Asiopisinus pseudonubilus est une espèce d'araignées aranéomorphes de la famille des Theridiidae.

## Distribution
Cette espèce est endémique du Shaanxi en Chine,. Elle se rencontre dans les xians de Mei, de Feng et de Zhouzhi.

## Description
Le mâle holotype mesure 3,47 mm et la femelle paratype 3,71 mm.

## Systématique et taxinomie
Cette espèce a été décrite sous le protonyme Episinus pseudonubilus par Liang, Liu, Yin et Yu en 2025. Elle est placée dans le genre Asiopisinus par Hu, Wei, Liu et Xu en 2025.

## Publication originale
- Liang, Liu, Yin & Yu, 2025 : « On new spider species of the genus Episinus (Araneae, Theridiidae) from China and proposal of five species groups. » Biodiversity Data Journal, vol. 13, no e144222, p. 1-19 (texte intégral).